# Турково (Польща)
Турково (пол. Turkowo) — село в Польщі, у гміні Куслін Новотомиського повіту Великопольського воєводства.
Населення — 223 особи (2011).
У 1975-1998 роках село належало до Познанського воєводства.

## Демографія
Демографічна структура станом на 31 березня 2011 року:
|          | Загалом | Допрацездатний вік | Працездатний вік | Постпрацездатний вік |
| -------- | ------- | ------------------ | ---------------- | -------------------- |
| Чоловіки | 114     | 37                 | 63               | 14                   |
| Жінки    | 109     | 23                 | 65               | 21                   |
| Разом    | 223     | 60                 | 128              | 35                   |